# نيلوفر خاتون
نيلوفر خاتون (بالتركية العثمانية: نیلوفر خاتون، وبالتركية الحديثة: Nüfer Hatun) ـ (ولدت قبل سنة 1285، وتوفيت حوالي سنة 1383) هي محظية السلطان أورخان غازي ثاني سلاطين الدولة العثمانية ووالدة خليفته السلطان مراد الأول، وابنه قاسم (المتوفى سنة 1346 م). كما تذكر بعض المصادر ـ المشكوك في صحتها ـ أنها أيضًا والدة ابنه الأكبر سليمان باشا (حوالي 1316 ـ 1357 م).
تحولت من المسيحية إلى الإسلام بعد زواجها من السلطان أورخان غازي.

## خلفيَّة تاريخيَّة
(1283-1383م) ابنة صاحب يني حصار الرومي. ويُلاحظ أنَّ هذا الزواج كان لهُ وضعًا غريبًا من الناحية العُمريَّة، إذ عندما تزوَّج أورخان من نيلوفر كان في الحادية عشرة أو الثانية عشرة من عُمره. وبِهذا تكون نيلوفر أكبر من أورخان بِخمس سنواتٍ أو ست، وبِالتالي يُمكن القول إنَّ زواجها منه - في البداية على الأقل - لم يكن سوى عملٍ رمزيٍّ. لِهذا السبب، وكما يعتقد الباحث رشيد أكرم قوتشو، إنَّهُ من غير المعقول أن ينشأ عشقٌ جسديٌّ بين صبيّ في الحادية عشرة أو الثانية عشرة من عُمره، وصبيَّة في السادسة عشرة من عُمرها. أنجبا ولدان على الأقل، أو ثلاثة، بقي نسلُ سلاطين آل عُثمان مُتحدرًا من واحدٍ منهم فقط هو مُراد، لِهذا السبب قيل بِأنَّ السُلالة العُثمانيَّة من نسل نيلوفر خاتون:
سُليمان باشا (ح. 1316 - 1357م). الابن البِكر لِأورخان ووليّ عهده المُفترض وصاحب الفُتوحات الكبيرة في أوروپَّا. تُوفي بعد أن سقط عن حصانه كما أُسلف.
مُراد الأوَّل (1326 - 1389م). تولَّى الإمارة بعد أبيه وتوسَّع في الفُتوحات بِأوروپَّا وفتح بلاد الصرب وأقسامًا كبيرة من الروملِّي وعزل القُسطنطينيَّة عن مُحيطها. قضى نحبهُ في معركة قوصوه على يد جُندي صربي.(1283-1383م) ابنة صاحب يني حصار الرومي. ويُلاحظ أنَّ هذا الزواج كان لهُ وضعًا غريبًا من الناحية العُمريَّة، إذ عندما تزوَّج أورخان من نيلوفر كان في الحادية عشرة أو الثانية عشرة من عُمره. وبِهذا تكون نيلوفر أكبر من أورخان بِخمس سنواتٍ أو ست، وبِالتالي يُمكن القول إنَّ زواجها منه - في البداية على الأقل - لم يكن سوى عملٍ رمزيٍّ. لِهذا السبب، وكما يعتقد الباحث رشيد أكرم قوتشو، إنَّهُ من غير المعقول أن ينشأ عشقٌ جسديٌّ بين صبيّ في الحادية عشرة أو الثانية عشرة من عُمره، وصبيَّة في السادسة عشرة من عُمرها. أنجبا ولدان على الأقل، أو ثلاثة، بقي نسلُ سلاطين آل عُثمان مُتحدرًا من واحدٍ منهم فقط هو مُراد، لِهذا السبب قيل بِأنَّ السُلالة العُثمانيَّة من نسل نيلوفر خاتون:
سُليمان باشا (ح. 1316 - 1357م). الابن البِكر لِأورخان ووليّ عهده المُفترض وصاحب الفُتوحات الكبيرة في أوروپَّا. تُوفي بعد أن سقط عن حصانه كما أُسلف.
مُراد الأوَّل (1326 - 1389م). تولَّى الإمارة بعد أبيه وتوسَّع في الفُتوحات بِأوروپَّا وفتح بلاد الصرب وأقسامًا كبيرة من الروملِّي وعزل القُسطنطينيَّة عن مُحيطها. قضى نحبهُ في معركة قوصوه على يد جُندي صربي.
- لعبت الممثلة ايجيم سنا باير في المسلسل التلفزيوني المؤسس عثمان، الذي يبث على قناة أي تي في.